# Linea Verde (metropolitana di Stoccolma)
La linea Verde (Gröna linjen) è una delle tre linee della metropolitana di Stoccolma a servizio della città di Stoccolma, in Svezia. Comprende 49 stazioni, di cui 12 sono sotterranee e 37 in superficie, e si suddivide in tre rami, ognuno servito da un servizio ferroviario diverso, chiamati T17, T18 e T19.
Fu inaugurata ufficialmente il 1º ottobre 1950, e viene oggi utilizzata mediamente da 451.000 passeggeri nei giorni lavorativi, per un totale di 146 milioni di transiti totali all'anno.

## Tracciato
Dalla stazione di Hässelby strand, situata nella periferia più occidentale della capitale, si possono raggiungere tre diversi capolinea dall'altro lato della città: le stazioni situate nelle aree di Skarpnäck, Hagsätra e Farsta strand.
In caso di necessità per guasti o altro, i treni possono effettuare inversione di marcia nei seguenti tratti o stazioni:
- Hässelby strand
- Vällingby
- Åkeshov
- Alvik
- Odenplan
- Gullmarsplan
- Högdalen
- Hagsätra
- Hammarbyhöjden
- Skarpnäck
- Farsta strand

### Percorsi e stazioni
| Linea | Tratta                     | Tempo viaggio | Lunghezza | Stazioni |
| ----- | -------------------------- | ------------- | --------- | -------- |
| T17   | Åkeshov – Skarpnäck        | 43 minuti     | 19,6 km   | 24       |
| T18   | Alvik – Farsta strand      | 37 minuti     | 18,4 km   | 23       |
| T19   | Hässelby strand – Hagsätra | 55 minuti     | 28,6 km   | 35       |